# الثعبان الملك
الثعبان الملك (الاسم العلمي: Lampropeltis) هي ثعابين من فصيلة الأحناش التي تنتمي إلى جنس لامبروبلتيس (Lampropeltis)، الذي يشمل أيضًا أفعى اللبن وأربعة أنواع رئيسية أخرى، بالإضافة إلى 45 نوعًا فرعيًا.
تعني كلمة لامبروبلتيس «الغلاف اللامع» (ومأخوذة من اللغة اليونانية من كلمة λαμπρος وتعني «لامع» + كلمة πελτα وتعني «غلاف صغير»)، ويشير هذا الاسم إلى الغلاف الظهري الحرشفي للثعبان. تحتوي أغلب الثعابين الملكة على أشكال مخططة متغيرة على جلودها. تقتل الثعابين «الأفاعي» الملكة فريستها عن طريق العصر وتنتظر الفرصة المناسبة عندما تأتي الفريسة لتكون في نطاق حميتها الغذائية؛ كما تتغذى الثعابين الملكة على الثعابين الأخرى (أكل الثعابين (ophiophagy))، بما في ذلك الثعابين السامة والسحالي والقوارض والطيور، والبيض. وتتميز الثعابين الملكة المعروفة بأن لديها مناعة ضد سم الثعابين الأخرى وضد الأفاعي المجلجلة، ولكن ليس بالضرورة أن يكون لديها مناعة ضد سم ثعابين من مواقع أخرى مختلفة. يشير لفظ الملك في اسم «الثعبان الملك» (ولفظ الملك في الكوبرا الملك) إلى ميله للتغذية على الثعابين الأخرى.
بعض أنواع الثعابين الملكة مثل الثعبان القرمزي تكون ملونة ولديها أشكال مخططة تشبه الثعابين المرجانية السامة لدرجة أنه تكون هناك صعوبة في التفرقة بينها. ومن أساليب التفرقة بين الثعبان المرجاني وشبيهه غير السام هو البيت الشعري الذي يساعد الذاكرة في التفريق بينها «أحمر يلمس أصفرًا، يقتل الإنسان لكن أحمر يلمس أسودًا، يصادق الإنسان.»
مازالت عملية إعادة التصنيف مستمرة، بسبب اختلاف المصادر في أغلب الأحيان، فبعضها يرفض تضمين أنواع كاملة من الثعابين تحت مجموعة من هذه الثعابين، في حين يعتبرها مصدر آخر أنواعا فرعية منها. فمثلاً في حالة جنس Lampropeltis catalinensis، توجد عينة واحدة من هذا الجنس، لذا ليس بالضرورة أن يكون هناك تصنيف محدد. بالإضافة إلى أن التهجين بين الأنواع التي تعيش في امتدادات جغرافية متشابكة هو أمر شائع، مما يزيد من حيرة خبراء التصنيف.
تُعتبر الثعابين الملكة عادةً من الحيوانات الأليفة، بسبب سهولة رعايتها، فهي ثعابين قوية وشديدة القدرة على التحمل لذا يسهل الاعتناء بها. ويتكون غذاؤها عادةً من أحجام مناسبة من القوارض المقتولة. حيث أن إعطاء الثعبان الملك قوارض حية يمكن أن يضر بصحته، لأن القوارض الحية قادرة على لدغ الثعبان لدغات قوية وربما إصابته. ومن الصفات العامة للثعابين الملكة أنها مطيعة وفضولية ورقيقة.
تشمل أنواع الثعابين الملكة:

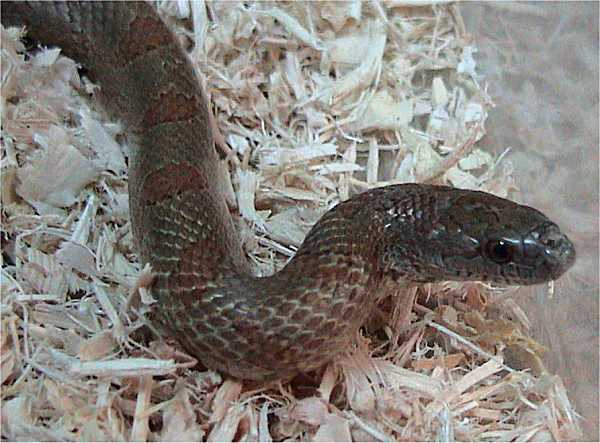
ثعبان الخلد الإفريقي (Mole kingsnake)، واسمه العلمي، Lampropeltis calligaster rhombomaculata

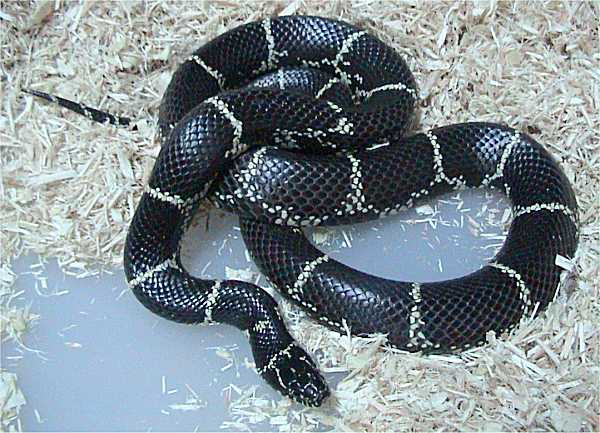
الثعبان الشرقي الملك (Eastern kingsnake)، واسمه العلمي، Lampropeltis getula getula

- الثعبان الملك شيهواهوا (Grey-banded kingsnake)، واسمه العلمي، Lampropeltis alterna (براون (Brown), 1901)
- ثعبان البراري (Lampropeltis calligaster)
  - ثعبان البراري، واسمه العلمي، Lampropeltis calligaster (هارلان (Richard Harlan)، 1827)
  - ثعبان الخلد في جنوب فلوريدا (South Florida mole kingsnake)، واسمه العلمي، L. c. occipitolineata برايس (Price), 1987
  - ثعبان الخلد الإفريقي، واسمه العلمي، L. c. rhombomaculata  [لغات أخرى]‏ (هولبروك (Holbrook), 1840)
- الثعبان الملك المألوف، Lampropeltis getula
  - ثعبان كاليفورنيا الملك (California kingsnake)، واسمه العلمي، L. g. californiae  [لغات أخرى]‏ (بلينفيل (Blainville)، 1835)
  - الثعبان الملك الفلوريدي (Florida kingsnake)، واسمه العلمي، L. g. floridana  [لغات أخرى]‏ (بلانشارد (Blanchard)، 1919)
  - الثعبان الملك الشرقي (Eastern kingsnake), واسمه العلمي، L. g. getula  [لغات أخرى]‏ (لينوس (Linnaeus)، 1766)

ثعبان **أبالاتشيكولا الملك (Apalachicola kingsnake)، والاسم العلمي له L. g. meansi ‏ كريسكو (Krysko) & جود (Judd)، 2006
- - أفعى المبقع (Speckled kingsnake)، والاسم العلمي لها هو L. g. holbrooki  [لغات أخرى]‏ ستيجنجير (Stejneger)، 1902
  - الثعبان الملك الأسود (Black kingsnake)، واسمه العلمي، L. g. niger  [لغات أخرى]‏ (يارو (Yarrow)، 1882)
  - الثعبان الملك الأسود الغربي (Western black kingsnake)، والاسم العلمي له هو L. g. nigrita  [لغات أخرى]‏ زويفل (Zweifel) & نوريس (Norris)، 1955
  - الثعبان الملك باجا كيب (Baja Cape kingsnake)، واسمه العلمي L. g. nitida  [لغات أخرى]‏
  - ثعبان الصحراء (Desert kingsnake)، واسمه العلمي، L. g. splendida  [لغات أخرى]‏ (بيرد (Baird) & جيرارد (Girard)، 1853)
  - ثعبان جزيرة سانتا كاتالينا (Isla Santa Catalina kingsnake) واسمه العلمي، L. "getula" catalinensis (فان دنبرغ (Van Denburgh) & سليفين (Slevin)، 1921)
- لامبروبلتيس المكسيكي
  - ثعبان إل إم ليونيس (L. m. leonis) (جونثر (Günther)، 1893)

ثعبان جبل **دورانجو (Durango mountain kingsnake)، واسمه العلمي، L. m. greeri]] ويب (Webb)، 1961
ثعبان **نويفوليون الملك (Nuevo Leon kingsnake)، واسمه العلمي، L. m. thayeri]] (لوفريدج (Loveridge)، 1924)
- ثعبان جبل الأريزون واسمه العلمي هو (Lampropeltis pyromelana)

ثعبان جبل **يوتا (Utah mountain kingsnake)، ونوعه، L. p. infralabialis تانر (Tanner)، 1953
ثعبان جبل **سونورا (Sonoran mountain kingsnake)، ونوعه، L. p. knoblochi تايلور (Taylor)، 1940
ثعبان جبل **أريزونا (Arizona mountain kingsnake)، ونوعه L. p. pyromelana (كوب (Cope)، 1866)
- ثعبان روثفن (Ruthven's kingsnake)، Lampropeltis ruthveni (بلانشارد (Blanchard)، 1920)
- Lampropeltis triangulum (انظر: أفعى اللبن
- الثعبان القرمزي (Scarlet kingsnake) واسمه العلمي، Lampropeltis elapsoides  [لغات أخرى]‏ (هولبروك (Holbrook)، 1838)
- ثعبان جبل سينالوا (Lampropeltis webbi) برايسون (Bryson)، ديكسون (Dixon) & لازكانو (Lazcano)، 2005
- ثعبان جبل كاليفورنيا واسمه العلمي (Lampropeltis zonata)
  - ثعبان جبل سان بيدرو (San Pedro kingsnake) واسمه العلمي، L. z. agalma (فان دنبرغ (Van Denburgh) & سليفين (Slevin)، 1923)

ثعبان **جزيرة تودوس سانتوس (Todos Santos Island kingsnake) واسمه العلمي، L. z. herrerae (فان دنبرغ & سليفين، 1923)
ثعبان **جبل سييرا(Sierra mountain kingsnake)، واسمه العلمي L. z. multicincta (يارو (Yarrow)، 1882)
ثعبان **جبل الساحل (Coast Mountain kingsnake)، واسمه العلمي، L. z. multifasciata (بوكورت (Bocourt)، 1886)
- - ثعبان جبل سان بيرناردينو (San Bernardino Mountain kingsnake)، واسمه العلمي L. z. parvirubra زويفل، 1952
  - ثعبان جبل سان دييغو (San Diego mountain kingsnake)، واسمه العلمي، L. z. pulchra زويفل، 1952
  - ثعبان جبل سانت هيلينا (St. Helena Mountain kingsnake)، واسمه العلمي، L. z. zonata] (بلينفيل، 1835)

بالإضافة إلى ذلك، ناقش بيرون (Pyron) وبوربرينك (Burbrink) وجوب إضافة الثعبان قصير الذيل (short-tailed snake) المشهور أكثر باسمه العلمي، Stilosoma extenuatum إلى جنس الامبروبلتيس.

## وصلات خارجية
- [<a href="http://www.Herp-Edia.com/Kingsnakes">http://www.Herp-Edia.com/Kingsnakes</a> kingsnake Care Sheets and Photos]
- [<a href="http://www.desertusa.com/magfeb98/feb_pap/du_kingsnake.html">http://www.desertusa.com/magfeb98/feb_pap/du_kingsnake.html</a> Desert USA: Common Kingsnake]
- [<a href="https://web.archive.org/web/20091003133445/http://www.care-sheet.com/index/Lampropeltis_getula">https://web.archive.org/web/20091003133445/http://www.care-sheet.com/index/Lampropeltis_getula</a> Caring for a Common Kingsnake]
- [<a href="http://www.herpnet.net/Iowa-Herpetology/index.php?option=com_content&task=view&id=64&Itemid=26">http://www.herpnet.net/Iowa-Herpetology/index.php?option=com_content&task=view&id=64&Itemid=26</a> Common Kingsnake - Lampropeltis getula] Species account from the Iowa Reptile and Amphibian Field Guide
- [<a href="http://www.mister-toad.com/photos/snake/kingsnake_eat_garter_01.html">http://www.mister-toad.com/photos/snake/kingsnake_eat_garter_01.html</a> Kingsnake eating a garter snake]
- [<a href="http://www.reptileexpert.org/king-snake-care/">http://www.reptileexpert.org/king-snake-care/</a> King Snake Care Sheet]